# Cyclosorus dulongjiangensis
Cyclosorus dulongjiangensis là một loài thực vật có mạch trong họ Thelypteridaceae. Loài này được W.M. Chu mô tả khoa học đầu tiên năm 1992.